# Commonwealth War Graves Commission
Commonwealth War Graves Commission (Commonwealths kommission for krigsgrave, CWGC) er en international organisation, der er ansvarlig for at afmærke og vedligeholde grave for soldater fra Commonwealth of Nations, som faldt under 1. og 2. Verdenskrig, og i senere krige. Den har også ansvaret for monumenter over ukendte faldne i forbindelse med soldaterkirkegårde. Nuværende præsident er Hertugen af Kent, Prins Edward. Organisationen blev etableret ved kongeligt charter i 1917 på initiativ af Sir Fabian Ware.
Nationer der er aktive medlemmer af organisationen er Storbritannien, Canada, Australien, New Zealand, Sydafrika og Indien. Newfoundland var med fra begyndelsen, men blev en del af Canada i 1949. På enkelte af soldaterkirkegårdene ligger også nogle få faldne fra andre allierede lande, som organisationen har påtaget sig ansvaret for. Organisationen driver i alt 2500 soldaterkirkegårde.

## Commonwealth War Gravesi Danmark
- Lemvig Kirkegård 8. maj 2022På Lemvig Kirkegård ligger 46 RAF piloter og besætningsmedlemmer begravet. 38 britiske, 3 canadier, 2 australier, 1 fra New Zealand og 1 polak.
- På Bispebjerg Kirkegård ligger 40 begravede, herunder en polak og en sovjetborger.
- Nordre Kirkegård i Randers
- På Aabenraa Kirkegård ligger 154 allierede flyvere, der faldt i Sønderjylland[1]